# Grémonville
Grémonville é uma comuna francesa na região administrativa da Normandia, no departamento de Sena Marítimo. Estende-se por uma área de 8,22 km². Em 2010 a comuna tinha 443 habitantes (densidade: 53,9 hab./km²).